# Biskup senior
Biskup senior (łac. episcopus emeritus) – biskup diecezjalny lub biskup pomocniczy, który przeszedł w stan spoczynku, np. osiągnął wiek emerytalny (w Kościele rzymskokatolickim 75 lat), jego zdrowie nie pozwala na wykonywanie urzędu lub istnieje inna przeszkoda. Na ich miejsce mianowani są następcy: w Kościele rzymskokatolickim przez papieża, a w Kościołach prawosławnych, Kościołach starokatolickich i luterańskich na ogół przez synod.

## Biskupi seniorzy w katolicyzmie
Choć katoliccy biskupi seniorzy nie posiadają władzy kanonicznej (przestają być dla księży w diecezji przełożonymi), nadal mogą wykonywać czynności pontyfikalne, czyli np. udzielać sakramentu bierzmowania lub święceń kapłańskich. W niektórych krajach biskupi seniorzy bywają też powoływani na administratorów apostolskich wakujących przez dłuższy czas diecezji. Dopuszcza się też ich pracę w organach konferencji episkopatu. Biskup senior będący kardynałem zachowuje pełnię praw i przywilejów kardynalskich do ukończenia 80. roku życia, po czym traci prawo udziału w konklawe, jednak nadal może brać udział we wszelkich innych formach spotkań Kolegium Kardynalskiego.
Jeżeli biskup senior decyduje się na zamieszkanie poza granicami ostatniej diecezji, w której posługiwał jako aktywny biskup, jest w diecezji zamieszkania tytułowany biskupem rezydentem. Może on wspierać miejscowych biskupów, np. odwiedzając parafie w celu udzielenia bierzmowania. Taki status uzyskali w Polsce abp Stanisław Wielgus czy bp Tadeusz Pieronek, co było związane z ich pracą naukową na uczelniach odpowiednio w Lublinie i Krakowie.
W związku z przejściem w stan spoczynku biskup senior musi zwolnić zajmowaną przedtem rezydencję, ale może nadal mieszkać na terenie diecezji albo powrócić do diecezji lub zgromadzenia zakonnego, z których pochodził. W każdym przypadku diecezja ma obowiązek zapewnienia biskupowi seniorowi odpowiedniego mieszkania, w którym powinna być możliwość urządzenia kaplicy, a także obowiązek zapewnienia biskupowi seniorowi „odpowiedniego i godnego utrzymania”. Oznacza to stałe miesięczne wynagrodzenie emerytalne w wysokości analogicznej do biskupów sprawujących urząd, do tego ryczałt na wyżywienie, a także ponoszenie opłat rachunków za mieszkanie oraz wynagrodzenie dla jednej osoby, która podejmuje pracę w jego domu. Jeśli stan zdrowia biskupa tego wymaga, diecezja opłaca również pełną opiekę dla niego. W miarę możliwości przydziela również biskupowi seniorowi księdza kapelana. Emerytowany biskup finansuje we własnym zakresie zatrudnienie więcej niż jednej osoby do obsługi domu, opłaty za telefon czy abonament radiowo-telewizyjny, jak również koszty wyjazdów prywatnych i opłaty za lekarstwa